# Гулькин, Дионисий Петрович
Дионисий Петрович Гулькин (1861—1947) — крестьянин, член III Государственной думы от Бессарабской губернии.

## Биография
Старообрядец. Крестьянин местечка Теленешты той же волости Оргеевского уезда. В Теленештах проживали и его братья Афанасий Петрович и Тит Петрович; ещё один брат Диомид Петрович жил в Оргееве.
Начальное образование получил дома. Был земледельцем-чиншевиком (4 десятины), владел виноградником. Занимался торговлей с годовым доходом до 3000 рублей. Был председателем теленештского отдела Союза русского народа и членом Всероссийского национального союза.
В 1907 году был избран в члены Государственной думы от Бессарабской губернии съездом уполномоченных от волостей. Входил во фракцию умеренно-правых, с 3-й сессии — в группу беспартийных. Состоял членом комиссий: земельной, о рыболовстве, по старообрядческим делам, по переселенческим делам, а также по исполнению государственной росписи доходов и расходов. При обсуждении законопроекта «О начальных училищах» выступал за предоставление молдаванам Бессарабской губернии права на начальную школу на родном языке.
По окончании полномочий III Государственной думы вернулся в Теленешты, где занимался сельским хозяйством. В соседнем селе Инешты владел большим садом. После присоединения Бессарабии к Румынии получал персональную пенсию. После смерти жены Гулькин жил с Марией Друцэ из села Инешты, от которой имел четырёх сыновей. Скончался 27 февраля 1947 года. Похоронен в Теленештах.